# I agapi akoma zi
 "I Agapi Akoma Zi", Canção de Chipre no Festival Eurovisão da Canção 1983.
"I Agapi Akoma Zi" (alfabeto grego: "Η αγάπη ακόμα ζει" (em português: O amor está ainda vivo) foi a canção que representou Chipre no Festival Eurovisão da Canção 1983. Foi interpretada em grego pelo duo constituído por Stavros & Dina.
O referido tema tinha letra e música de Stavros Sideras (um dos intérpretes) e foi orquestrado por Michalis Rozakis.
A canção cipriota foi a 13.ª a ser interpretada na noite do festival, depois da canção jugoslava interpretada por Danijel e antes da canção alemã "Rücksicht", interpretada pelo duo Hoffmann & Hoffmann. A canção cipriota obteve 26 pontos e alcançou um modesto 16.º lugar (entre 20 países participantes).
O tema apela para a unidade e a paz mundial, com o duo cantando que " O amor está ainda vivo" e expressando o seu desejo de ter todo o mundo cantando em harmonia.

## Fonte de consulta
As informações acerca da canção foram obtidas através da consulta de: Diggiloo